# إفرايم كارش
إفريم كارش (بالعبرية: אפרים קארש‏) (1953 في إسرائيل) هو أستاذ تاريخ ورئيس لقسم الطلبة المتوسطيين بكلية كينجز لندن.

## تعليمه
ولد وترعرع في إسرائيل، وحصل على دبلومه من الجامعة العبرية في القدس في تاريخ الشرق الأوسط والعالم العربي. وحصل على الماجستير والدكتوراه في العلاقات الدولية من جامعة تل أبيب.

## في المجال العسكري
قبل شروعه في العمل الأكاديمي، كان إفريم كارش محللا في قوات الدفاع الإسرائيلية، حيث حصل على رتبة رائد.

## محاضراته
ألقى محاضرات بجامعة هارفارد، وجامعة كولومبيا، وجامعة سوربون، وكلية لندن للاقتصاد ، وجامعة هلسنكي وجامعة تل أبيب، وغيرها.

## مؤلفاته
نشر أكثر من مئة من الأعمال الجامعية، وله مؤلفات عديدة بخصوص الشرق الأوسط والعالم العربي والشؤون السوفياتية، منها:
- Palestine Betrayed (Yale University Press, 2010) - Critiques de Benny Morris
- Islamic Imperialism: A History (Yale University Press, 2006)
- La Guerre D'Oslo (Les Editions de Passy, 2005; with Yoel Fishman)
- The Arab-Israeli Conflict. The Palestine 1948 War (Oxford, Osprey, 2002)
- Arafat’s War (Grove, 2003)
- Rethinking the Middle East (Cass, 2003)
- The Iran-Iraq War (Oxford, Osprey, 2002)
- Empires of the Sand: The Struggle for Mastery in the Middle East, 1789-1922 (Harvard University Press, 1999; with *Inari Karsh)
- Fabricating Israeli History: The "New Historians" (Cass, 1997; second edition 1999)
- The Gulf Conflict 1990-1991: Diplomacy and War in The New World Order (Princeton University Press, 1993; with *Lawrence Freedman)
- Saddam Hussein: A Political Biography (The Free Press, 1991; with Inari Rautsi-Karsh)
- Soviet Policy towards Syria Since 1970 (Macmillan & St. Martin's Press, 1991)
- Neutrality and Small States (Routledge, 1988)
- The Soviet Union and Syria: The Asad Years (Routledge for the Royal Institute of International Affairs, 1988)
- The Cautious Bear: Soviet Military Engagement in Middle East Wars in the Post 1967 Era (Westview, 1985)

## وصلات خارجية
- Critiques envers Benny Morris, Ilan Pappe et Avi Shlaim
- Articles publiées dans la revue Middle East Quaterly
- Débat entre Ilan Pappé et Efraim Karsh sur Sky News le 18 octobre 2006.